# فنجاني صرودي
فنجاني جبلي (الاسم العلمي: Peziza alpestris) هو نوع من الفطريات يتبع جنس الفنجاني من فصيلة الفنجانية.